# Tagana-an
Tagana-an (Bayan ng Tagana-an) är en kommun i Filippinerna. Kommunen ligger på ön Mindanao, och tillhör provinsen Surigao del Norte. Folkmängden uppgår till 12 844 invånare.
Tagana-an är indelat i 14 barangayer.